# Ексгумація

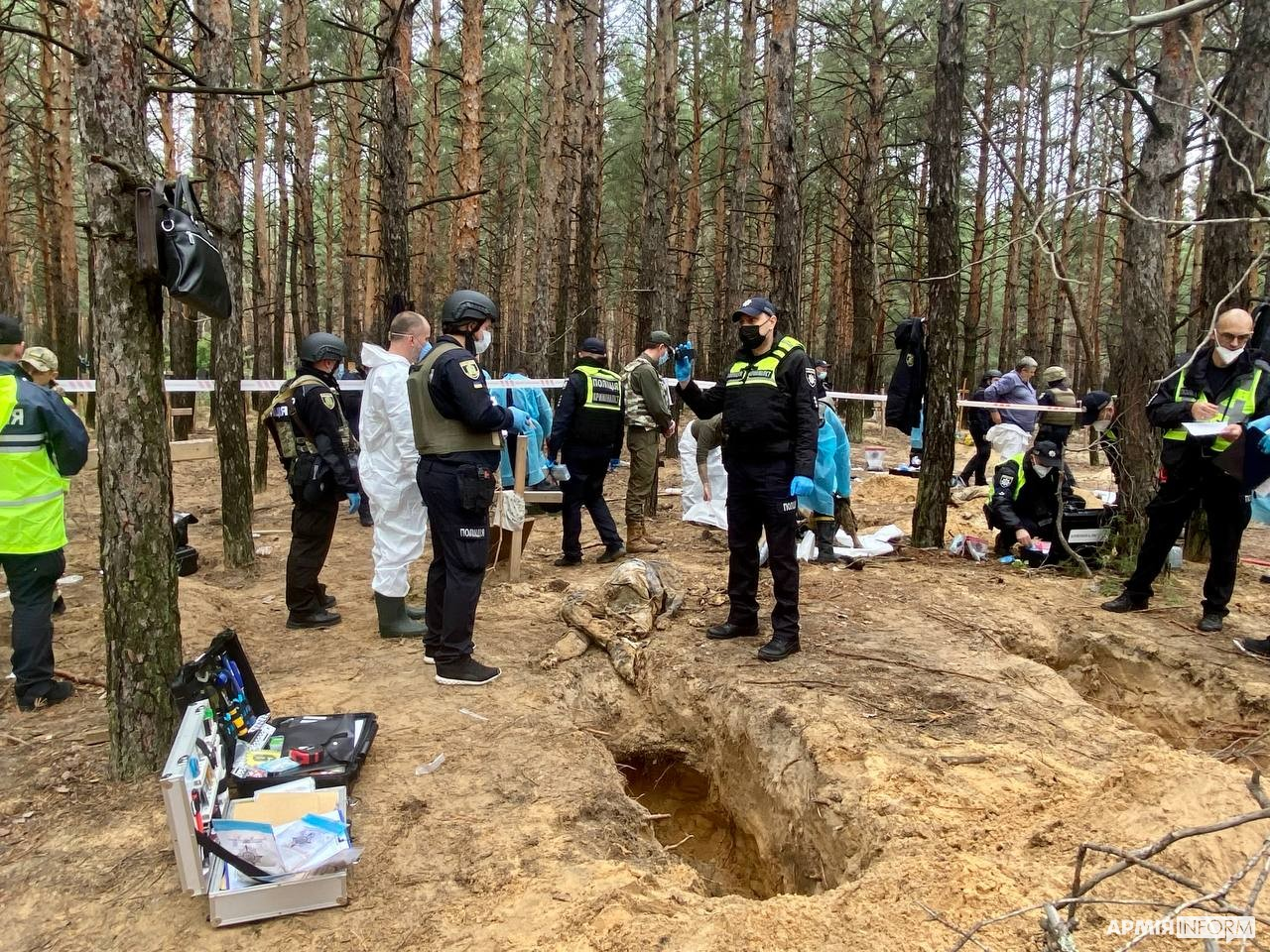
Ексгумація тіл із масових поховань під Ізюмом, 16 вересня 2022 року

Ексгумація (лат. exhumation, від латинського ex — із і humus — земля, ґрунт) — вилучення трупа з місця поховання, при необхідності його огляду, проведення експертизи в ході розслідування кримінальної справи.

## Історія
У давнину ексгумації з метою вивчення тіла майже не проводилися, оскільки це вважалося оскверненням тіла і могили, а також мародерством і наругою над трупом небіжчика і його духом. Більш того, багато людей того часу вірили, що якщо небіжчика потривожити (розкопати), то можуть бути великі неприємності, аж до того, що небіжчик може ожити. Тільки грабіжники могил іноді розкопували могили з метою легкої наживи. Лише в XIX столітті почалося активне вивчення трупів, для чого, найчастіше, труп витягувався з могили, попри найсуворіші заборони. Активна ж ексгумація тіл з метою вивчення причин смерті і встановлення особи почалася з середини XX століття.

## Види
Існує чотири види ексгумації:
- Законна ексгумація — з дозволу відповідних органів на розкопування могили;
- Випадкова ексгумація — при розкопках чи будівництві;
- Злочинна ексгумація — з метою мародерства і наруги над тілом, або пов'язана з шантажем або пропозицією про викуп тіла.
- Корислива ексгумація — з метою гострих відчуттів, екстриму.

## Процедура
Відповідно до Кримінально-процесуального кодексу України, ексгумацію здійснюють слідчі за участю судово-медичних експертів. Перед ексгумацією слідчий повинен встановити місце могили та провести її розпізнавання. Після цього могилу розкривають і обережно витягують труну. Етапи ексгумації слідчий фіксує у спеціальному протоколі, який підписують усі учасники ексгумації. Рекомендується фотографувати загальний вигляд могили до її розкриття, витягнену труну, загальний вигляд трупа у труні.
Труп пред'являється для впізнавання родичам небіжчика або свідкам; у протоколі зазначають, на підставі яких ознак чи прикмет був розпізнаний труп. Судово-медичний розтин ексгумованого трупа проводиться у морзі, безпосередньо на кладовищі або у пристосованому для цього приміщенні. Після закінчення розтину труну з трупом опускають у могилу, якій надають попереднього вигляду.
Судово-медична експертиза ексгумованого трупа у деяких випадках дає змогу з'ясувати причину смерті, характер та механізм одержання ушкоджень, групову належність тканин тощо. Це залежить від ступеня збереження трупа. Найбільш стійкими до гниття є судини, не-вагітна матка, сухожилля, волосся, нігті й особливо кістки. Явища гниття уповільнюються введенням хворому за життя деяких лікарських препаратів (антибіотиків, сульфаніламідів тощо) або у разі штучного бальзамування. Внутрішні органи, уражені хронічними запальними процесами, більш стійкі до гниття, ніж нормальні.
Для повного зникнення м'яких тканин потрібно від 2 до 5 років, зв'язок і хрящів — 5 років і більше. При дослідженні ексгумованого трупа слід мати на увазі ймовірність виникнення поем, ушкоджень м'яких тканин і кісток внаслідок тиснення дощок труни або твердого ґрунту, а також дії комах (мертвоїдів) та кліщів тощо. На трупі, похованому таємно, можуть бути ушкодження, зроблені з метою спотворення або приховування особи померлого. Важливе значення при експертизі ексгумованого трупа має застосування лабораторних методів — судово-токсикологічного, судово-гістологічного, судово-медично-криміналістичного.